# Skhtorashen
Skhtorashen  (in armeno Սխտորաշեն) è un albero monumentale che si trova nei pressi dell'omonimo villaggio, nella regione di Martuni della repubblica del Nagorno Karabakh. È anche semplicemente conosciuto come Tnjri (in armeno Տնջրի, platano).
Si tratta di un platano gigantesco, vecchio di circa duemila anni, che misura in altezza 54 metri ed ha un perimetro alla base del tronco di 27 metri.
Il cartello ivi presente riferisce: "Platano chinar (Platanus orientalis), 2000 anni, cavo dell'albero 44 metri quadrati, capacità 27 metri, altezza 54 metri, area coperta dalle fronde 1400 metri quadrati, protetto dallo stato".
L'albero è toccato dal sentiero Janapar ed è meta di molti turisti.

## Galleria d'immagini

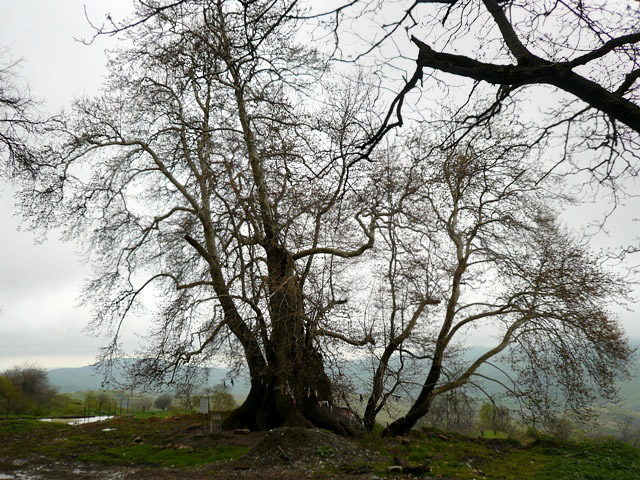
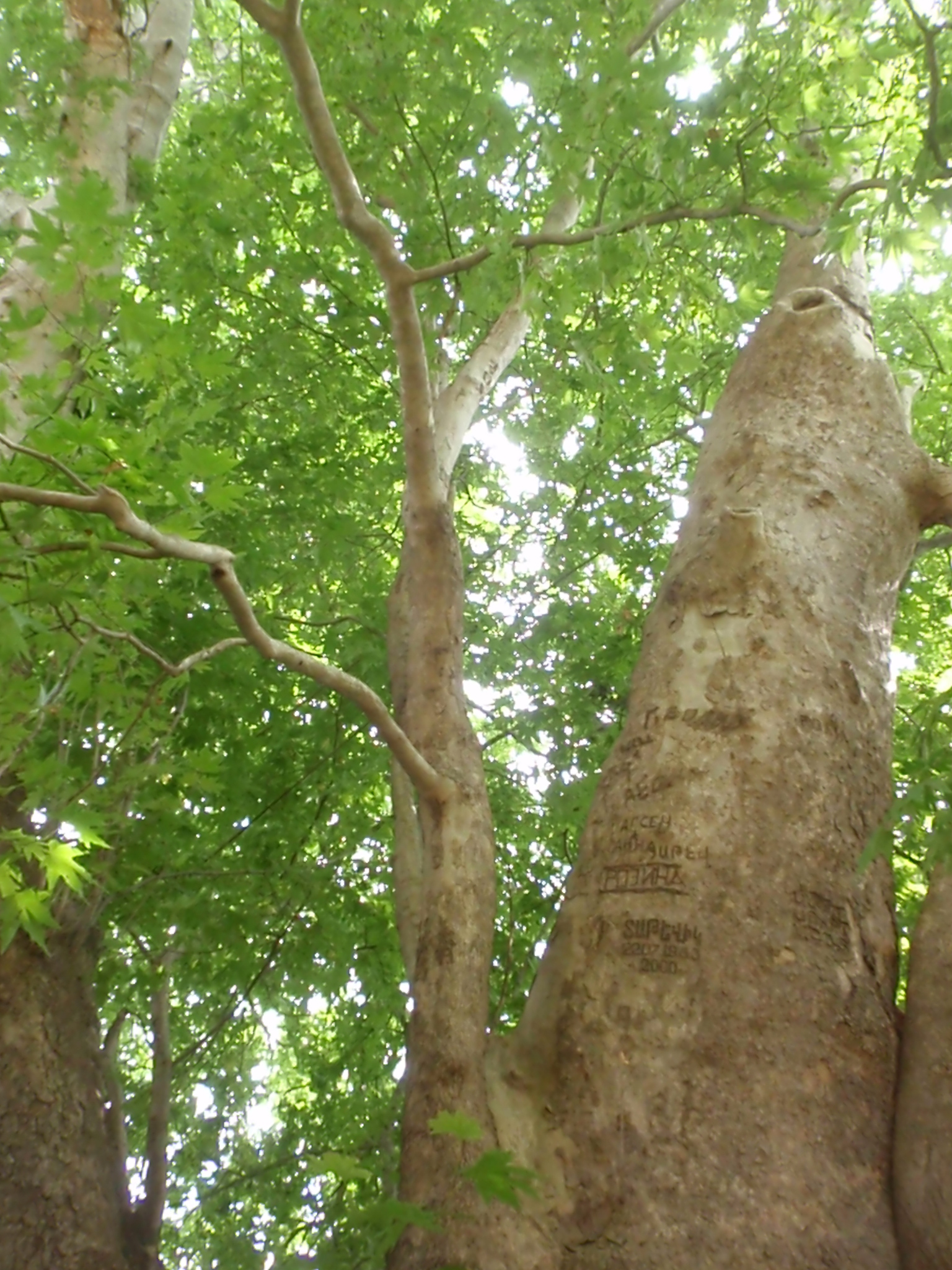
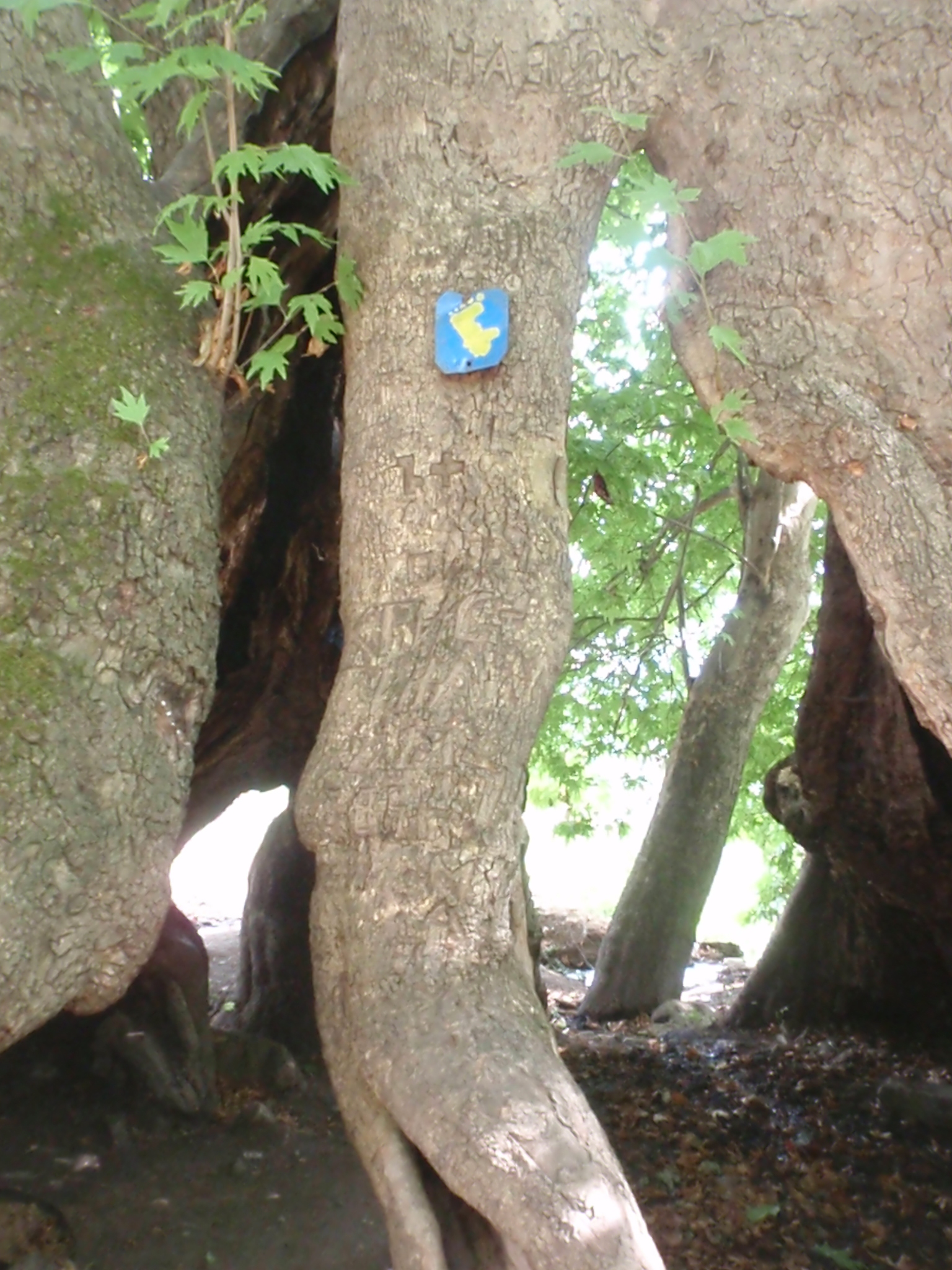
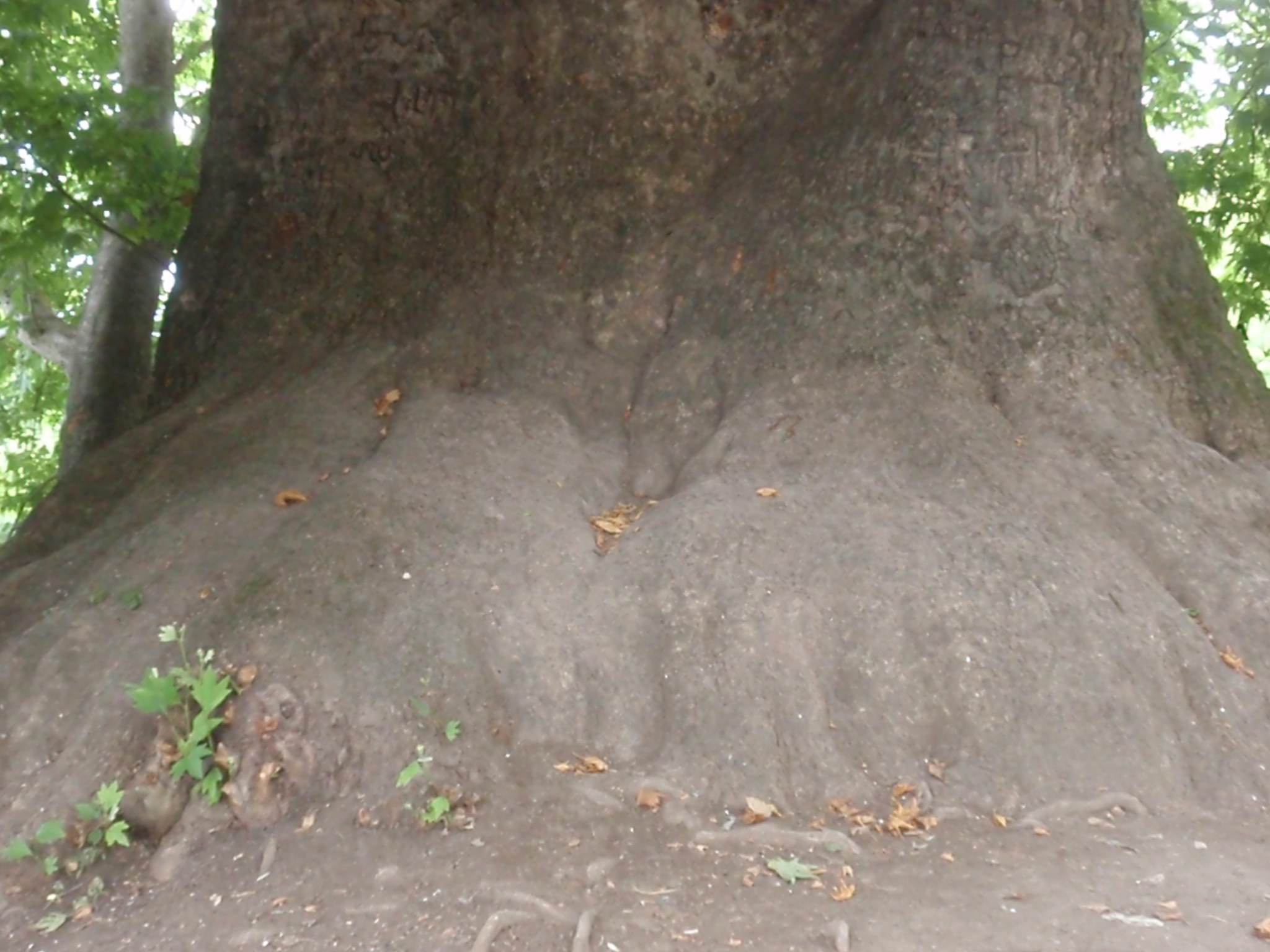